# I-balk

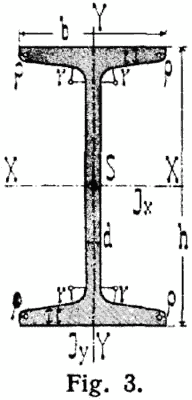
I-balk

I-Balk är en balk vars profil ser ut som ett Ɪ, eller i vissa fall då flänsarna är mycket breda som ett liggande "H".
De horisontella elementen av balken kallas flänsar, och det verikala elementet kallas liv. Livet tar upp skjuvkrafter, medan flänsarna tar upp största delen av det böjmoment som balken utsätts för. Enligt Euler–Bernoulli:s balkteori  kan det visas att utformningen av tvärsnittet som ett Ɪ är ett mycket effektivt sätt att ta upp både böjande och skjuvande laster som verkar i liv-planet. Omvänt så har detta tvärsnitt en något begränsad kapacitet för att ta upp transversella laster. Tvärsnittet är också mindre effektivt för att ta upp torsionslaster, där man föredrar slutna sektioner, till exempel cirkulär- eller fyrkantprofil.
De vanligaste valsade I-balkarna i stål är HEA och IPE. Europeiska parallellflänsiga I-balkar är specificerade i Euronorm 53 och Euronorm 19. IPN är specificerad i Euronorm 24.